# 威爾·史密斯
小威拉德·卡羅爾·「威爾」·史密斯（1968年9月25日—）是一名美國男演員、電影監製、嘻哈歌手。
威爾·史密斯在音樂、電視及電影界別成就斐然，曾獲得4座格萊美獎、1座英国电影学院奖、1座美国演员工会奖最佳男主角、1座金球獎及1座奧斯卡金像獎。他的代表作品包括《絕地戰警》（1995年）、《ID4星際終結者》（1996年）、《MIB星際戰警》（1997年）、《威爾·史密斯之叱吒風雲》（2001年）、《機械公敵》（2004年）、《當幸福來敲門》（2006年）、《我是傳奇》（2007年）、《震盪效應》（2015年）、《自殺突擊隊》（2016年）和《王者理查》（2021年）等。其中《威爾史密斯之叱吒風雲》、《當幸福來敲門》和《王者理查》曾讓他三次獲得奧斯卡最佳男主角的提名，最終他以《王者理查》成功于2022年首度奪得奧斯卡金像獎桂冠。
同時，威爾·史密斯也被《富比士》評為全球最吸金的影星。截至2014年，在他的二十四部電影中他主演了十七個角色，全球累計的票房收入超過31億美元。

## 早期生活
威爾·史密斯在1968年9月25日出生於美國賓州費城。由於史密斯的魅力和淘氣的行為，他在學校中的綽號是「王子」（Prince），而最後就演變成「新鮮王子」（Fresh Prince）。當史密斯還是青少年的時候，他就開始玩饒舌，之後他和傑夫·托尼斯（Jeff Townes，也就是DJ Jazzy Jeff）在派對中結識，之後兩人組成「DJ Jazzy Jeff & The Fresh Prince」，由史密斯擔任主唱，而托尼斯負責混音和刷碟（scratching）。80年代至90年代初期這個團體在流行和嘻哈音樂領域中十分具有知名度。
有許多報導指出威爾·史密斯拒絕了麻省理工學院的獎學金，但史密斯在《讀者文摘》的專訪中否認了這件事，他說：「我母親在費城的教育局工作，她有一個朋友曾是麻省理工學院的入學審查員。我的 SAT 分數很高，而他們也想要招收黑人小孩，所以或許我可以去就讀。但我從來沒有唸大學的想法。」在《Wired》雜誌的專訪中史密斯也證實他從來沒有報名過麻省理工學院。但史密斯在脫口秀節目「Inside the Actors Studio」中表示他曾參加過麻省理工學院的「工程先修計劃」（pre-engineering program）。

## 職業生涯
儘管很早就在音樂事業獲得成功，但草率的理財卻讓史密斯在1990年瀕臨破產邊緣，此時他與美國國家廣播公司簽下一份合約，為他量身訂做一齣情境喜劇《新鮮王子妙事多》。這個節目十分成功，並幫助史密斯開始展開他的演員生涯。雖然史密斯在電影《六度分離》（Six Degrees of Separation）中有令人印象深刻的演出（在其中他飾演一名同性戀男子），但他的電影事業是在他與馬汀·勞倫斯合演了動作電影《絕地戰警》（1995）之後開始起飛。
《新鮮王子妙事多》在1996年結束之後，史密斯開始成功的個人音樂事業生涯，同時也在一系列電影中演出。一開始的兩部電影在暑期獲得極大的票房成功：在《ID4星際終結者》（1996）中，他飾演自信勇敢的戰鬥機飛行員；而《MIB星際戰警》（1997）裡，史密斯扮演漫畫人物般的「J探員」（Agent J），與由湯米·李·瓊斯飾演的「K探員」（Agent K）合作，獲得影評的讚賞。他原本婉拒演出《MIB星際戰警》中的Ｊ探員，但妻子潔達·蘋姬·史密斯鼓勵他接受。這兩部電影幫史密斯在商業電影中建立起票房明星的地位。之後史密斯為了《飆風戰警》（Wild Wild West）而拒絕演出《黑客帝国》中的尼歐（Neo）一角。但《飆風戰警》的票房和評價失敗後，再加上看到在《駭客任務》的表現之後，史密斯說他在當時並不是適合演出那個角色的演員，但他還是認為為了《飆風戰警》而推掉《駭客任務》是一個很大的錯誤。
之後史密斯在許多成功的電影中擔任主角，包括《全民公敵》、《黑衣人2》、《絕地戰警2》、《全民情聖》和《機械公敵》。
目前世界上只有兩名嘻哈歌手在演藝事業中獲得奧斯卡最佳男主角獎提名，威爾·史密斯憑著他在傳奇拳擊手穆罕默德·阿里的傳記電影《叱吒風雲》（Ali，2001）中飾演拳擊手穆罕默德·阿里（本名：卡修斯·克萊）獲得奧斯卡提名。史密斯為了演出拳王阿里努力運動健身增加體重，但《叱吒風雲》最後在票房上的表現卻令人失望。
史密斯在電影《紐澤西愛未眠》（Jersey Girl，2004）中飾演他自己。
從1990年代開始，史密斯也經常隨著他的最新電影發行單曲。最知名的就是他的冠軍主題曲「Men in Black」、冠軍單曲「Gettin' Jiggy Wit It」以及獻給他兒子的「Just the Two of Us」。他的第一張個人專輯獲得美國唱片工業協會（RIAA）的白金唱片認證，但他於哥倫比亞唱片旗下發行的第三張專輯銷售量則讓人失望，而之後他的精選輯在幾乎完全沒有宣傳的情況下匆促上市，唱片公司放棄了史密斯。之後他和「Interscope」唱片公司簽下合約，並在2005年發行了一張成功的個人專輯《失物招領》（Lost & Found）。專輯中最熱門的單曲是「Switch」，這首歌曲停留在排行榜榜首長達數月之久，並成功將史密斯重新帶回嘻哈音樂的主流市場。
史密斯原本是電影《史密斯行动》的主角人選之一，但最後主角約翰·史密斯（John Smith）是由畢·彼特飾演。此外他也是《巧克力冒險工廠》主角威利·旺卡（Willy Wonka）的演出人選之一。而後開始計劃接演改編電視劇《It Takes a Thief》的電影。
2011年10月19日 入股家鄉的 費城76人隊(NBA) ，成為繼饒舌明星傑斯（Jay-Z）後另一位高調入主NBA球隊的明星。2013年5月，史密斯與傑登來台、日、韓宣傳《地球過後》電影。
2014年12月2日，華納兄弟宣布史密斯將在《自殺突擊隊》中飾演死射，電影於2016年上映。

## 個人生活
史密斯在1992年與Sheree Zampino結婚，他們有一個兒子特雷·史密斯，但史密斯和Zampino在1995年離婚。特雷曾在1997年史密斯的單曲「Just The Two Of Us」的音樂錄影帶中出現。史密斯在1997年和女演員潔達·蘋姬·史密斯結婚。目前他們育有一子一女：杰登·克里斯托弗·西瑞（Jaden Christopher Syre，1998年出生）和威洛·卡蜜莉·雷根（Willow Camille Reign，2000年出生），除了杰登和父親在2006年共同演出電影《當幸福來敲門》，威洛也和父親在2007年共同演出電影《魔間傳奇》。威爾·史密斯和他的哥哥哈利·史密斯（Harry Smith）共同擁有Treyball開發公司，這是一間位在比佛利山莊的公司，以威爾的第一個兒子命名。史密斯持續被列在雜誌的「Richest 40」名單中，這是一份列出40名全美國最富有的40歲以下人士的名單。史密斯和他的家人居住在美國佛州邁阿密的星島（Star Island）和費城。史密斯透過捐助金錢予的災民來幫助社群。2005年7月2日，史密斯義務主持在家鄉費城舉辦的 Live 8 慈善演唱會，並和 DJ Jazey Jeff 進行演出。
和F1车手路易斯·汉密尔顿关系很好。在2018年F1墨西哥站，汉密尔顿提前卫冕世界冠军之后，他第一个在TEAM RADIO里发表祝贺。之后还在阿布扎比站各种客串，并挥了方格旗。

## 爭議事件

### 2022年奧斯卡掌掴事件
在2022年3月27日的第94屆奧斯卡金像獎上，頒獎人克里斯·洛克在台上调侃威爾·史密斯的妻子潔達·蘋姬·史密斯的光头，称其可以演出《魔鬼女大兵》续集。此笑话缘于他的妻子長期受脫髮之苦，而決定留短髮或是剃髮，而被调侃电影中的女主角即为光头士兵形象。顾及妻子不满的史密斯憤而上台掌掴洛克，并在下台後两度以粗口警告“别再用你的臭嘴提起我老婆的名字”（Keep my wife's name out your fucking mouth!），使場面一度尷尬，泰勒·派瑞和丹泽尔·华盛顿等好友随即在台下安慰史密斯，洛克则以一句“这是电视史上最伟大一夜”（That was a... greatest night in the history of television.）来为此圆场。此事件导致节目被停播約1分鐘。
史密斯之后憑藉《王者理查》獲得最佳男主角，在上台领奖时泪流满面地向学院和其他提名者公开道歉，惟没有提及洛克。史密斯接下來在台上發表獲獎感言時落泪表示，他在《王者理查》剧中的角色是一名会为了保护家人而战的人，而爱会让人做出很多疯狂的事。而史密斯也特别援引丹泽尔·华盛顿对他说的一句话：「到达人生的最高点，必须要小心，因为正是恶魔找上你的时候」。而根據斯科特·范伯格（Scott Feinberg）在推特上上传的影片显示，史密斯的演讲让华盛顿泪流满面，两人更在演讲后互相拥抱，围绕奥斯卡颁奖典礼的紧张气氛才有所缓和。
事件过后，洛克表示不考虑起诉史密斯，主办方美國影藝學院则对此事表示谴责，不容许任何形式的暴力行为，并宣布推进调查，根据学会章程、行为规范以及加州法律采取进一步措施，其包括可能中止史密斯的会员资格、逐出学会或者收回奖项。影视媒体工会组织SAG-AFTRA也对此发表类似的谴责声明，并表示已与主办方与电视台取得联系以确保此事件得到妥善处理，而对于待定的演员处分事宜则不予置评。28日，史密斯在社交媒体发文向洛克以及各方正式致歉，進而又在4月1日退回影藝學院的會員資格，影藝學院主席大衛·魯賓接受其辭呈，但表明會繼續調查。魯賓和執行長哈德遜（Dawn Hudson）则於同月8日作出决定，即自当天起的十年内不准许史密斯親自或以线上方式參加任何學院活動或项目，包括但不限於奧斯卡金像獎（被提名获奖的资格则不受影响）。史密斯随后对这一决定表示接受与尊重。
由于被禁止参加奥斯卡活动十年，史密斯无法按照惯例，在翌年的第95届奥斯卡金像奖上颁发最佳女主角。当年的最佳女主角奖连同最佳男主角奖改由上届最佳女主角得主杰西卡·查斯坦及奥斯卡史上首位黑人影后哈莉·贝瑞一同颁发。

## 音樂作品

### DJ Jazzy Jeff and The Fresh Prince 時期

#### 專輯
- Rock The House（1987）
- He's The DJ, I'm The Rapper（1988）
- And in this Corner...（1989）
- Homebase（1991）
- Code Red（1993）
- Greatest Hits（1998）
- Before The Willennium（2000）
- Platinum & Gold Collection（2003）
- The Very Best Of D.J. Jazzy Jeff & The Fresh Prince（2006）

### 個人

#### 專輯
- 大丈夫日記 Big Willie Style（1997）
- Willennium（1999）
- Born to Reign（2002）
- Greatest Hits（2002）
- 失物招領 Lost & Found（2005）

#### 單曲
| 年份        | 歌曲                                                             | U.S. Hot 100 | 加拿大 | 英國 | 澳洲 | 專輯                        |
| ----------- | ---------------------------------------------------------------- | ------------ | ------ | ---- | ---- | --------------------------- |
| 1990年 8月  | The Fresh Prince of Bel-Air （DJ Jazzy Jeff & The Fresh Prince） | 3            | 16     | 12   | -    | The Fresh Prince of Bel-Air |
| 1993年      | Boom! Shake the Room                                             | 2            | 1      | 1    | 1    |                             |
| 1997年 8月  | Men in Black                                                     | 2            | 15     | 1    | 1    | Big Willie Style            |
| 1997年 12月 | Just Cruisin'                                                    | 56           | 83     | 23   | -    | Big Willie Style            |
| 1998年 2月  | Gettin' Jiggy Wit It                                             | 1            | 5      | 3    | 6    | Big Willie Style            |
| 1998年 8月  | Just The Two Of Us                                               | 20           | 3      | 2    | 27   | Big Willie Style            |
| 1998年 12月 | Miami                                                            | 17           | 3      | 3    | 27   | Big Willie Style            |
| 1999年 7月  | Wild Wild West (Featuring Dru Hill & Kool Mo Dee)                | 1            | 9      | 2    | 8    | Willennium                  |
| 1999年 11月 | Will2K (Featuring K-Ci)                                          | 25           | 2      | 2    | 3    | Willennium                  |
| 2000年 5月  | Freakin' It                                                      | 99           | 34     | 15   | -    | Willennium                  |
| 2000        | So Fresh (Featuring DJ Jazzy Jeff, Biz Markie, & Slick Rick)     | -            | -      | -    | -    | Willennium                  |
| 2002年 8月  | Black Suits Comin' (Nod Ya Head) (Introducing Tra-Knox)          | 77           | 16     | 3    | 18   | Born To Reign               |
| 2002年      | 1,000 Kisses (Featuring Jada Pinkett-Smith)                      | -            | -      | -    | -    | Born To Reign               |
| 2005年 4月  | Switch                                                           | 7            | 1      | 2    | 1    | Lost & Found                |
| 2005年 11月 | Party Starter                                                    | 25           | 45     | 19   | 33   | Lost & Found                |

#### 其他演出
以下是其他歌手和威爾·史密斯合作的歌曲：
- I Sleep Much Better (In Someone Else's Bed)（1989）（Billy Ocean feat. Mimi & Will Smith）（以 The Fresh Prince 身分）
- Voices That Care（1991） 多位歌手合唱（以 The Fresh Prince 身分）
- Boy You Knock Me Out（1998） （Tatyana Ali featuring Will Smith）
- Hey Sexy Lady （Remix）（2003）（Shaggy featuring Brian & Tony Gold, Sean Paul, & Will Smith）
- Got To Be Real（2004）（Mary J. Blige featuring Will Smith）
- "Live it up"(2018)           (Nicky Jam feat Will Smith & Era Istrefi)

## 扩展阅读
- Iannucci, Lisa. . Greenwood. 2009. ISBN 0-313-37610-7.

## 外部連結
- 官方網站（页面存档备份，存于）
- 威爾·史密斯在互联网电影资料库（IMDb）上的資料（英文）
- 威爾·史密斯在名人資料庫（NNDB）
- 威爾·史密斯在MusicBrainz上的頁面（英文）
- 由威爾·史密斯演出的角色完整列表 （页面存档备份，存于）
- 威爾·史密斯在 Yahoo!Movies 上的個人資料簡介
- 威爾·史密斯談論有關麻省理工學院的都市傳說（页面存档备份，存于）